# Hulu göl
Hulu göl är en sjö i Vetlanda kommun i Småland och ingår i Emåns huvudavrinningsområde.